# Бёвинг, Уильям
Уильям Бёвинг Вик (дат. Willian Bøving Vick; род. 1 марта 2003, Копенгаген) — датский футболист, нападающий клуба «Штурм».

## Карьера
Бёвинг — воспитанник клуба «Копенгаген». Впервые попал в главную команду в сезоне 2019/2020. Дебютировал в профессиональном футболе 4 марта 2020 года поединком против «Ольборга», в котором вышел на поле на замену на 86-й минуте. Попадал в заявку на матчи чемпионата, однако на поле не появлялся. 10 августа 2020 года Бёвинг дебютировал в Лиге Европы, выйдя на поле в перенесённом поединке четвертьфинала против «Манчестер Юнайтед» во втором дополнительном тайме вместо Расмуса Фалька. Помочь остаться в турнире своей команде не смог, Копенгаген уступил во встрече со счётом 0:1 и вылетел из турнира.
3 февраля 2021 года дебютировал в датской Суперлиге, выйдя на замену на 86-й минуте в поединке против всё того же «Ольборга». 21 мая 2021 года Бёвинг продлил контракт с клубом до лета 2025 года.
Также Бёвинг выступал за юношеские сборные Дании различных возрастов.

## Статистика выступлений
| Клуб             | Сезон            | Лига             | Лига  | Лига | Кубок | Кубок | Междунар. | Междунар. | Всего | Всего |
| Клуб             | Сезон            | Лига             | Матчи | Голы | Матчи | Голы  | Матчи     | Голы      | Матчи | Голы  |
| ---------------- | ---------------- | ---------------- | ----- | ---- | ----- | ----- | --------- | --------- | ----- | ----- |
| Копенгаген       | 2019/2020        | Суперлига        | 0     | 0    | 1     | 0     | 1         | 0         | 2     | 0     |
| Копенгаген       | 2020/2021        | Суперлига        | 1     | 0    | 0     | 0     | 0         | 0         | 1     | 0     |
| Всего за карьеру | Всего за карьеру | Всего за карьеру | 1     | 0    | 1     | 0     | 1         | 0         | 3     | 0     |